# Isonkankaanjärvi
Isonkankaanjärvi är en sjö i kommunen Uleåborg i landskapet Norra Österbotten i Finland. Arean är 9 hektar och strandlinjen är 1,18 kilometer lång. Sjön  ingår i Uleälvens huvudavrinningsområde.   Den ligger omkring 18 kilometer öster om Uleåborg och omkring 540 kilometer norr om Helsingfors. 